# 独立放送局
独立放送局（どくりつほうそうきょく）とは、ネットワークに属していない放送局の事である。以下では日本の事例について説明する。

## 概要
ネットワークに属していない民間地上基幹放送事業者（日本放送協会（NHK）および放送大学学園以外の地上基幹放送事業者、いわゆる民間放送事業者のこと）の放送局を指す。短波放送については放送対象地域が日本全国であり、ネットワークを組む必要がないため、この概念はない。
戦前の放送が一つの事業者（日本放送協会のみ）による東京からの全国放送を基本とし、これが戦争加担につながり民主的な土壌を害したと見做され、1950年（昭和25年）制定の放送法では、戦前の反省に立って一般放送事業者（現 民間地上基幹放送事業者）の短波放送以外の放送は全国放送ができないとされ、郵政省は都道府県またはそのいくつかを併せた区域を放送対象地域とする民間放送局に放送免許を交付する政策を取った。
基幹放送事業者は、総務省令基幹放送の業務に係る特定役員及び支配関係の定義並びに表現の自由享有基準の特例に関する省令により、一部例外を除き複数の放送局を開設はできず、各地の事業者同士がネットワークを組み、放送番組を供給することが多い。しかし、放送対象地域の兼ね合いや編成上の理由からネットワークに属していない（属すことができない）事業者もある。これらの事業者が開設する放送局が独立放送局である。
独立放送局はネットワークに属していないので、放送番組は基本的に自社制作（ローカル番組）となる。しかし、自社制作には限りがあるので、自社制作できない放送枠は放送局が番組を他から調達することとなる。一方、ネットワーク加盟局が制作した番組については、編成の都合で系列局が放送できない場合などに、番組販売（番販）によって独立放送局が時間を置かずに遅れネットで放送することが可能（系列にみられるような系列中心の番販ではない）であるほか、独立放送局同士でも番販などで相互に融通している事例もあり、これらにより他社制作番組を多く放送している独立放送局もある。
ちなみに、独立放送局も、日本民間放送連盟に加盟して拠出金を負担しているため、義務的にジャパンコンソーシアムへ参加することになり、夏季オリンピック・冬季オリンピック・FIFAワールドカップの中継放送がされている。
緊急時の放送対応及び稀にACジャパンのCMが地方のローカルスポットのCMと一緒に放映される事もある｡

## 放送形態ごとの特徴

### ラジオ
中波放送（AM放送）および超短波放送（FM放送）は、ネットワークに加盟しているかどうかに関わらず元々編成の自由度が高く、ネットワークが回線使用、一部のスポンサー付き番組の供給、加盟局間での報道面での協力と素材交換といった面での運用に限られている。
従って、テレビ放送と比べ、ネットワークに属していながら自社制作による編成の割合が比較的高い放送局があったり、多くの在阪民放ラジオの番組のようにキー局からのCMのみを流してキー局とは別のローカル番組に差し替える例もあって、ネットワークに加盟しているかどうかは、事業者の性格決定を大きく左右するものでない。
エフエム沖縄の前身である極東放送は、アメリカ統治下の1959年2月にキリスト教放送局FEBC沖縄の日本語放送局としてAM1250kc（現 kHz）で開局したが、沖縄の日本本土復帰と同時に一般放送局に鞍替え、FEBCの手を離れ、独立放送局として運営していた時期があった。これは、日本では宗教放送局が認められないためであり、日本復帰と同時に廃局する予定だったが、FEBC沖縄が実行していた「PM計画」により、宗教番組だけでなく一般番組の取り組みが認められたため、日本企業として一般放送局に転換する事を条件に存続。その後、1973年にエフエム東京（FM東京→TOKYO FM）とラジオ関東（現：アール・エフ・ラジオ日本）と放送業務提携。正式なネットワークではないものの提携以降エフエム東京の番組を多数放送したことと、当時のAM放送の周波数1250→1251kHzがモスクワ放送の大出力電波による混信で悩まされたことに加えて、1977年頃に当時の郵政省からFM周波数の割り当てが各都道府県単位で行われたことなどが決めてとなり、AM放送局の廃局を条件に1984年9月にFM局に転換と同時に社名変更とJFN系列に正式に加盟したことで、独立放送局から系列局へネットチェンジした。
独立放送局の事業者数は、2020年6月に新潟県民エフエム放送（FM PORT）が閉局し数を1つ減らして以来増減はない。

### テレビ
テレビジョン放送（TV放送）がアナログ放送であった時代は、全てが極超短波（UHF）を使用していた事から「独立UHF放送局」とも呼ばれたが、デジタル放送では全ての放送局がUHFを使用するため、現在この名称は不適切である。なお、独立放送局の内、テレビ東京の放送対象地域である関東広域圏に所在する局や、大阪府に大きくスピルオーバーしているサンテレビジョン・京都放送以外の各局についてはTXN各局と放送対象地域が重複せず、同系列の放送番組を放送する事例が少なくない。
テレビ東京の前身、東京12チャンネルは元々、関東広域圏をエリアとして、親局に超短波（VHF）の12チャンネルを使用した（ただし中継局にはUHFも混在）「唯一の広域放送独立放送局」だったが、中京・関西広域圏の独立放送局とは相互に番組供給関係があった他、全国各地の放送局に番組販売を行っていた。その後1982年のテレビ大阪開局以降、メガTONネットワーク（1989年にTXNと改称）として第5の民放ネットワークを構築することになる。
福島テレビは、開局当初から数年間、オープンネット局として独立局とみなすことがあった。
関西テレビは、1958年11月の開局当初から在京キー局のフジテレビが開局するまでの間、独立局とみなすことがあったが、これは開局当初、民放テレビ局の数が東京地区は2局（日本テレビ・東京放送（現・TBSテレビ））・大阪地区は3局（大阪テレビ（現・朝日放送テレビ）・読売テレビ・関西テレビ）で、1958年度（1959年3月まで）に新規開局する2局（日本教育テレビ（現・テレビ朝日）・フジテレビ）が試験電波の発信スケジュールを1958年12月の東京タワーの竣工に合わせたためであり、東京の放送局主導で進んだ日本の放送史の中で異例といえる。
テレビ宮崎は開局当初、宮崎日日新聞に報道業務を委託していたことを理由に独立局の名目で開局したが、実際はフジテレビ系列を中心に宮崎放送の編成から外れた日本テレビ・NETテレビ系列の番組を放送し、前記3系列の全国ニュース番組を最低で1枠放送する体制が当初から確立されていた。1972年にFNSに正式加盟し、その後自社での報道体制を整えた後、FNN・NNN・ANNにも順次正式加盟した。
沖縄県では、1950年代から1960年代にかけて開局したテレビ局2局（琉球放送、沖縄テレビ）とラジオ局2局（琉球放送、ラジオ沖縄）について、当時はアメリカが沖縄を統治していたこともあり、1972年5月14日に本土復帰する前日までは、独立局とみなすことがあった。後年、琉球朝日放送（テレビ朝日系列）と共に設立が計画された南西放送は当初日本テレビ系列として開局予定であったが、バブル崩壊に伴い開局計画は中止となり、代わりに日本テレビ系の番組を多数ネットする独立局としての開局が模索されたこともある。しかし、結果的にはこの形でも開局には至らず破産した。
独立テレビ放送局の事業者数は、1999年（平成11年）4月1日のとちぎテレビの開局以来増減はない。

#### 全国独立放送協議会
独立放送局を開設する民間地上基幹放送事業者は、全国独立放送協議会（独立協）を組織している。ただし、独立協にはネットワークまたはこれに準ずる機能はない。

##### 東名阪ネット6・5いっしょ3ちゃんねる
独立放送局を開設する民間地上基幹放送事業者の一部は、既存のネットワークに準ずる位置付けの組織を形成している。南関東、近畿の2府4県の独立放送局で組織される東名阪ネット6は、名称に地名の頭文字を冠しているが、東京・大阪・名古屋（愛知県）をそれぞれ放送対象地域に含む放送局は参加していない。また、関東地方の東京メトロポリタンテレビジョン以外の5県の独立放送局は5いっしょ3ちゃんねるを組織している。

## 事業者一覧
- 2020年現在の一覧

| 放送対象地域 | 事業者名                       | 愛称       | 略称 | AM | FM | TV |
| ------------ | ------------------------------ | ---------- | ---- | -- | -- | -- |
| 栃木県       | とちぎテレビ                   | とちテレ   | GYT  |    |    | ○  |
| 群馬県       | 群馬テレビ                     | 群テレ     | GTV  |    |    | ○  |
| 埼玉県       | エフエムナックファイブ         | NACK5      |      |    | ○  |    |
| 埼玉県       | テレビ埼玉                     | テレ玉     | TVS  |    |    | ○  |
| 千葉県       | ベイエフエム                   | BAYFM      |      |    | ○  |    |
| 千葉県       | 千葉テレビ放送                 | チバテレ   | CTC  |    |    | ○  |
| 東京都       | 東京メトロポリタンテレビジョン | TOKYO MX   | MX   |    |    | ○  |
| 神奈川県     | アール・エフ・ラジオ日本       | ラジオ日本 | RF   | ○  | ○  |    |
| 神奈川県     | 横浜エフエム放送               | FMヨコハマ | YFM  |    | ○  |    |
| 神奈川県     | テレビ神奈川                   | tvk        | TVK  |    |    | ○  |
| 山梨県       | エフエム富士                   | FM FUJI    | FMF  |    | ○  |    |
| 岐阜県       | 岐阜放送                       | ぎふチャン | GBS  | ○  | ○  | ○  |
| 三重県       | 三重テレビ放送                 | 三重テレビ | MTV  |    |    | ○  |
| 滋賀県       | びわ湖放送                     |            | BBC  |    |    | ○  |
| 京都府       | 京都放送                       | KBS京都    | KBS  | ※  | ○  | ○  |
| 京都府       | エフエム京都                   | α-STATION  |      |    | ○  |    |
| 兵庫県       | ラジオ関西                     | ラジ関     | CRK  | ○  | ○  |    |
| 兵庫県       | サンテレビジョン               | サンテレビ | SUN  |    |    | ○  |
| 奈良県       | 奈良テレビ放送                 | 奈良テレビ | TVN  |    |    | ○  |
| 和歌山県     | テレビ和歌山                   | テレわか   | WTV  |    |    | ○  |

### かつて存在した事業者
過去に独立局であったが後にネットワークに加盟した事業者については、ネットチェンジを参照。
| 放送対象地域 | 事業者名             | 愛称    | 略称 | AM | FM | TV | 備考                |
| ------------ | -------------------- | ------- | ---- | -- | -- | -- | ------------------- |
| 新潟県       | 新潟県民エフエム放送 | FM PORT |      |    | ○  |    | 2020年6月30日閉局。 |

・このほか、栃木放送は1978年まで、エフエム大分は1991年まで、LuckyFM茨城放送は2001年まで、兵庫エフエム放送は2003年まで独立放送局であった。

## メリット・デメリット
メリットとして、ネットワークによる同時放送（フルネット・ブロックネットなど）による拘束が無いため、編成の自由度が高まる（ネットワークに加盟している各局の場合は、ネットワークセールス枠や排他協定など、編成上の諸々の制約を受ける）。
また、独立放送局の編成の特徴と言える、UHFアニメやUHFドラマなどと呼ばれるものも、ネットワークに拘束されない独立TV局で深夜の放送料金が安く、それが、制作コストを抑えたいアニメ制作会社等の思惑と合致したからである。
その一方で、1950年代後半の共同テレビジョンニュース社のような通信社系列のニュース番組専門の制作会社が現在は存在しないので、ネットワーク各局が編成するような全国的または他地域の内容を扱う報道番組の制作は至難である。報道においては各地の放送局が取材した題材を融通している他、政治・経済といった全国的に影響力があって需要のある題材は、各ネットワークが組織したニュース系列を通じて東京から発信されるニュースソースが必然的に多いことからである。
また、報道以外の番組においても、制作において東京をはじめとする大都市が人的に有利であることや、全国的に事業活動を行う大企業の多くが東京に本社を置くことからスポンサー獲得のための営業面からキー局の所在する東京で一括して行い、多くの番組をスポンサー付き全国ネット（主に同時）で放送しているため、独立放送局はこれら営業面で恩恵を受けることは少ない。さらに、前述の編成の自由度の高さから、21世紀に入った頃から編成の大半でショッピング番組を入れるようになり、これらの番組では契約上休止が難しいことから、かえって編成が実質的に不自由となる事態も起きている。
インターネットによるテレビ番組の動画配信も、TVerによる全国統一の無料配信サービスに頼ることができないため、ネットワークに加盟する地方系列局より情報発信力に劣る傾向がある。ただし、自局サイトからの動画配信、YouTubeに動画配信チャンネルへ持つことで、放送区域外に全国へ番組を発信している独立放送局もある。